# قورباغه نیش‌دار
قورباغه نیش‌دار (نام علمی: Limnonectes larvaepartus) نام یک گونه از راسته قورباغه است.